# Apollo 440
Az Apollo 440 vagy Apollo Four Forty egy elektronikus zenét játszó brit együttes, a kilencvenes évek végén bekövetkező nagy elektronikus zenei forradalom  egyik „zászlóshajójának” tekinthető. Különösen a kritika által később az „elektronika” - azon belül, a „big beat” - műfaji címkékkel jelölt irányzat előfutárának tekinthetőek, együtt a The Chemical Brothers, a Fatboy Slim, vagy a The Prodigy zenekarokkal.
Stílusuk több különböző irányzat jegyeit viseli magán: a rave, az alternatív rock, a big beat, a techno és a punk elemek is keverednek az elektronikus hangzásban.

## Történet

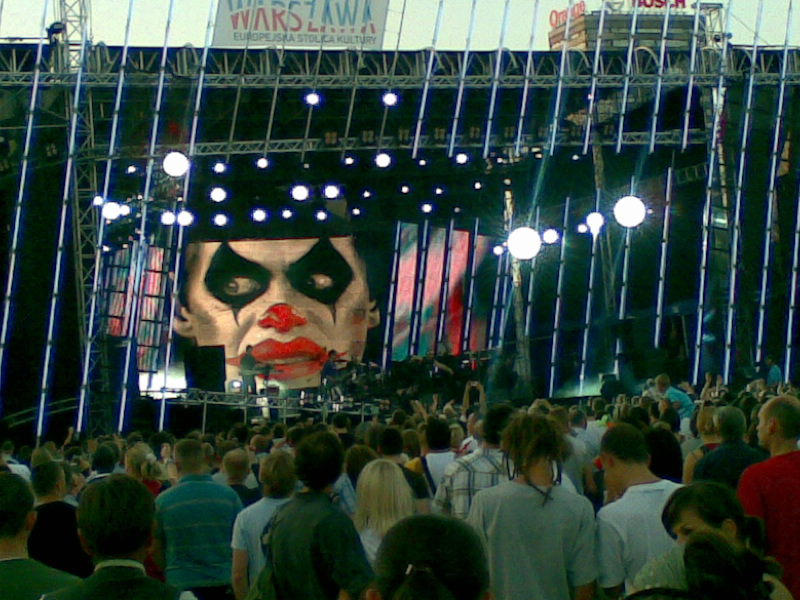
Stage, Orange Warsaw Festival 2008

### A kezdetek
Az Apollo 440 együttest a Howard és Trevor Gray testvérpár, valamint Norman Fisher-Jones, alias Noko gitáros alapították Liverpool városában 1990-ben. A hangtechnikus Howard és a klasszikus zongora-tanonc Trevor olyan új zenei termék létrehozására törekedtek, mely igyekezett az erőteljes gitárhangzást ötvözni a kor elektronikai irányzataival. Ehhez elsőként különböző elismert zenekarok remixeit készítették el, így többek között az ír U2 vagy az EMF számára készítettek új hangzásvilágú remixeket.
A zenekar számára az igazi áttörést az 1996-os kislemez, a Krupa hozta meg, melyhez nemcsak nevében, de ritmusaiban és dobszólóiban idézték meg Gene Krupa egykori jazz-dobost, aki az 1930-as években többek között Benny Goodman mellett is működött. A következő nagy dobást az "Ain't Talkin' 'Bout Dub" című szám jelentette, mely a Van Halen egyik legendás gitár-témáját öltöztette drum and bass köntösbe.

### A csúcson
Az 1999-es Gettin' High on Your Own Supply nagylemez a pénzügyi sikert is meghozta az együttesnek, majd komoly turnézásba kezdtek, mely során ismételten Magyarországra is eljutottak. A zenei világ színpadra állítása különösen az analóg és digitális dob-hangzások miatt, valamint a zenekarral együttműködő sok énekes hangzásvilágának különbségei miatt volt nagyon nehéz. Az élő show során Noko gitárjátéka is sokkal "metálosabb" hangzást nyer, amit ő Ritchie Blackmore-hoz fűződő rajongásával magyaráz.
A lemezen szereplő Stop the rock című számuk az Electronic Arts FIFA labdarúgó videójáték-sorozatának lett 2000-ben a főcímzenéje.

### Hallgatás és újrakezdés
Miközben a zenekar feljátszotta a Charlie angyalai remake főcímzenéjét, és elkészítette a 2003-as Dude Descending a Staircase albumot, úgy tűnt, a zenei inspiráció elfogyott a Gray testvérek mögül. Az új nagylemez már nem tudta megismételni két elődje sikereit és a számok között is több lassú, inkább ambient hangulatú darab szerepelt. Az együttes hosszabb ideig nem hallatott magáról. Így sokak számára váratlanul állt elő 2011-ben egy EP-vel, majd 2012 januárjában megjelentette ötödik sorlemezét, mely igyekszik visszakanyarodni a 90-es évek nagy sikerei irányába. A lemez turnéja kapcsán több magyarországi fellépés után 2011-ben az EFOTT vendége volt az együttes.

## Diszkográfia
Stúdialbumok
- Millennium Fever (1995)
- Electro Glide in Blue (1997)
- Gettin' High on Your Own Supply (1999)
- Dude Descending a Staircase (2003)
- The Future's What It Used To Be (2012)

Kislemezek, EP-k
- "Lolita" (1991)
- "Destiny" (1991)
- "Blackout" (1992)
- "Rumble EP" (1993)
- "Astral America" (1994)
- "Liquid Cool" (1994)
- "(Don't Fear) The Reaper" (1995)
- "Krupa" (1996)
- "Ain't Talkin' 'bout Dub" (1997)
- "Raw Power" (1997)
- "Carrera Rapida" (1997)
- "Rendez-Vous 98" (Jean-Michel Jarre szereplésével, 1998)
- "Lost in Space" (1998)
- "Stop the Rock" (1999)
- "Heart Go Boom" (1999)
- "Cold Rock The Mic / Crazee Horse" (2000)
- "Charlie's Angels 2000" (2000)
- "Say What?" (2001)
- "Dude Descending A Staircase" (feat. The Beatnuts, 2003)
- "A Deeper Dub EP" (2011)